# كاتياباز
Katiyabaaz (في الإنجليزيَّة: سارق كهرباء ولكن لم يتم الوصول إلى المعنى الدَّقيق المقصود في الكلمة الهندية Katiyabaaz) ، صدر تحت الإسم البديل Powerless للجمهور التي لغته الأم الإنجليزيَّة، هو فيلم وثائقي هندي 2013 من إخراج ديبتي كاكار وفهد مصطفى عن مشكلة سرقة الكهرباء في كانبور. تم إصدار الفيلم في 22 أغسطس 2014، تمَّ تصوير الفيلم في مدينة كانبور التي تواجه مشكلة إنقطاع التيار الكهربائي، ما نتج عنه إزدياد عمل لوها سينج، سارق الكهرباء المحلِّي أو Katiyabaaz في مناطق مثل شامان جانج. الذي يزود الأشخاص بالكهرباء غير القانونية، بينما ريتو ماهشواري، المدير العام لشركة كانبور لتوريد الكهرباء، يحاول أن يحارب أزمة تسرُّب سرقة الكهرباء.
عرض الفيلم لأول مرة في حفل برلين السِّينمائي 2013 ولاحقاً فاز بجائزة أفضل فيلم في India Gold Section في الخامس عشر في مهرجان مومباي السينمائي. في 61 جوائز السينما الوطنية فاز الفيلم بجائزة أفضل فيلم إستقصائي. عرض كاتياباز لأول مرة على التلفزيون الأميريكي على Independent Lens - PBS في 3 يناير 2014.

## القصَّة
كاتياباز هي قصة عن أزمة كهرباء كانبور، مما أدى إلى حمل زائد في الكهرباء. الكهرباء تنقطع لمدة خمسة عشر ساعة في اليوم، فتسبب أزمة للمقيمين والمصانع على حد سواء هذه الفجوة في الكهرباء أصبحت حجة للسارقين المحليين مثل لوها سينج، الذي يدعم توصيلات الكهرباء غير الشَّرعية، عبر توصيل إمدادات للمولد الرئيسي من خلال الأسلاك الحية. ما ينتج عن هذه الإمدادات التي تكون مجانية خسارة لمولد شركة الطاقة الرئيسي، حيث يقوم المدير العام بمحاربة خطر السارقين المحليين والمساعدين في السرقة. الفيلم فكرته تدور عن ملاحقة لوها سينج سارق الكهرباء المحلي، وريتو ماهشواري مسؤول بشركة كانبور لتوريد الكهرباء.

## الإنتاج
أنتج الفيلم بميزانية ضئيلة 1 كرور روبية (130,000 دولار أمريكي) وكانت الموسيقى لفرقة fusion rock band Indian Ocean التي ألَّفت وغنَّت أغنية كانبورا للفيلم. تم تصوير الفيلم خلال فترة تقارب السنتين، مع طاقم عمل يتكون من 10 - 12 شخص. خلال فترة البقاء في الفندق، قام طاقم العمل باستئجار كوخ وفرشوه وكانت تكلفته باهظة.
مدير الفيلم، فهد مصطفى، أصله من كانبور، قام بدراسات عن الفيلم قبل مدة تصويره بستة أشهر. لكن، وجدوا لوها سينج، Katiyabaaz (سارق الكهرباء) بطل الفيلم، بعد أن كانوا قد بدأوا بتصوير الفيلم، ذلك بعد أن تراجع البطل الأول للفيلم في اللحظة الأخيرة عن التصوير. لوها سينج كان نفسه متخوفاً من تصوير الفيلم، واعتقد أنه سيكون له أثر سلبي على عمله أو طاقم العمل أن يكونوا ضمن سلسلة أفلام دابانج. هذه الإشاعات في الفترة الأخيرة، دفعت حشود كبيرة إلى مواقع التصوير، مما أدَّى إلى فوضى في موقع الإنتاج. في الحقيقة بعض الأشخاص في طاقم العمل كانوا غير مألوفين فخلقوا كثيراً من التَّساؤلات. تدريجياً لوها سينج والسكان المحليين إنسجموا مع طاقم العمل. صور طاقم العمل محادثات مفتوحة، بعض القصص الفردية والآثار السلبية لأزمة الكهرباء في الأرجاء، الصناعات المحلية الذي يمتلكها أصحاب الأعمال الصغيرة.

## الإصدار
بعد الإصدار الأول في حفل برلين السِّينمائي 2013، تمَّ الإحتفال بالفيلم في عدة مهرجانات سنوية تشمل، مهرجان تريبيكا السينمائي مهرجان ملبورن السينمائي الدولي، مهرجان موتفون السِّينمائي و مهرجان لندن رايندانس السِّينمائي.
الفيلم أخذ عائدات الإعلان التجاري عندما شارك في ملكيَّة 'أفلام فانتوم' المخرج أنوراج كاشياب، فيكرامأديتيا متواني وفيكاس باهل، بتمويل من مصادر دوليَّة، بعد أن تمَّ التوقيع لتمثيل الفيلم. في أواخر تموز، تم إصدار المقطع الدعائي للمخرج والمنتج أنوراج كاشياب في مومباي. تم إصدار الفيلم في السِّينما في 22 أغسطس 2014. وكان عرضه محدود على 50 شاشة في المدن مثل مومباي، لاكناو، بون، بانغلور، حيدر أباد وكانبور.

## التَّقييمات
لاقى الفيلم تقييماً جيداً من قبل الصَّحافة الوطنيَّة والقوميَّة. أكبر صحيفة ألمانية، , زود دويتشه تسايتونج أعطت تقييم رائع بعد الإصدار الأوَّل في المهرجان السِّينمائي العالمي. إستنادا إلى توم بروك من BBC في حديث الأفلام قال: «حوَّل المخرجون العنصر الكتابي الجاف إلى عنصر مليء بالألوان على أرض الواقع». آرتي فيراني كتب في The New York Times عن الفيلم، وأيضا أبهيمانيو داس كتب مقالة شاملة عن الفيلم.
ديباجانا بل أطلق في أوَّل منشور عن الفيلم «فيلم وثائقي تمَّ تصويره بشكل جميل». نقاد الفيلم الجدد وسموه بتقييمات إيجابية. راجيف ماسند قال عنه «قصة تلامس أرض الواقع». أنوباما شوبرا يشير إليه أنه مثل «رسالة حب حزينة لكانبور» ميهير فادنافيس قدَّم مراجعة للفيلم ل زي نيوز، قال عنه «يصور الواقع بطريقة سَلسة، فيلم رائع أكثر من الفيلم الرِّوائي الطويل». أطلق مومباي بوس، في موقع نمط الحياة الرائد في مومباي عن الفيلم «فيلم وثائقي مذهل!».
في 28 أغسطس 2014، أعفت حكومة ولاية أتر برديش الفيلم من الضَّريبة، حيث أرسلت أيضاً المهندسين من دائرة الطَّاقة الحكوميَّة لمشاهدة الفيلم و«إستلهام الأفكار لمنع الإمدادت غير الشَّرعية».